# Davíd Garza Pérez
Davíd Garza Pérez (ur. 22 czerwca 1988 roku w Monterrey) – meksykański kierowca wyścigowy.

## Kariera
Garza Pérez rozpoczął karierę w międzynarodowych wyścigach samochodowych w 2006 roku od startów w Amerykańskiej Formule BMW, gdzie dwukrotnie stawał na podium. Z dorobkiem 42 punktów uplasował się na dziesiątej pozycji w klasyfikacji generalnej. W późniejszych latach Meksykanin pojawiał się także w stawce Atlantic Championship, Włoskiej Formuły 3000, Euroseries 3000 oraz A1 Grand Prix.